# Neaspilota reticulata
Neaspilota reticulata är en tvåvingeart som beskrevs av Allen L.Norrbom och Foote 2000. Neaspilota reticulata ingår i släktet Neaspilota och familjen borrflugor.
Artens utbredningsområde är Ohio. Inga underarter finns listade i Catalogue of Life.